# 巴勃羅·齊貝斯
巴勃羅·齊貝斯（Pablo Zibes，1971年—），出生于阿根廷首都布宜诺斯艾利斯，是一名阿根廷演员和默劇表演者；他于1995年移居德国。
他主要在各类节日、活动、会议甚至电视节目上演出，尤其擅长装扮成机器人及发条玩具等角色，以其细腻的肢体表现力和幽默风格受到观众喜爱。
自2024年起，他与魔术师马可·米勒（Marco Miele）合作，推出PantoMagic表演，将默剧与魔术结合，创造出独特的舞台体验，该演出曾在 Friedrichsbau Varieté等场地上演。

## 文內注釋
1. ↑  https://www.stuttgart.de/vv/adresse/pantomime-pablo-zibes.php （页面存档备份，存于） 斯图加特
2. ↑  http://victor-film.de/projects/imagefilm/ （页面存档备份，存于） 电影